# Discografia di Method Man
Qui di seguito, viene riportata tutta la discografia di Method Man.

## Album
- 1994: Tical
- 1998: Tical 2000: Judgement Day
- 1999: Blackout! (con Redman)
- 2004: Tical 0: The Prequel
- 2006: 4:21...The Day After
- 2015: The Meth Lab
- 2018: Meth Lab Season 2: The Lithium

## Singoli ed EP
- 1994 "Bring The Pain"
- 1995 "I'll Be There For You/You're All I Need To Get By" (con Mary J. Blige)
- 1995 "Release Yo' Delf"
- 1998 "Break Ups 2 Make Ups"
- 1998 "Judgement Day"'
- 1998 "Grand Finale" (con DMX, Nas & Ja Rule)
- 1999 "Tear It Off" (Method Man & Redman)
- 1999 "Da Rockwilder" (Method Man & Redman)
- 1999 "Y.O.U." (Method Man & Redman)
- 2004 "What's Happenin" (con Busta Rhymes)
- 2005 "The Show"
- 2006 "Who I'm Iz"
- 2006 "Say" (con Lauryn Hill)

## Apparizioni
- 1993 Enter the Wu-Tang (36 Chambers) (album dei Wu-Tang Clan)
- 1994 "The What"  (album Ready to Die di  Notorious B.I.G.)
- 1995 "Dirty Dancin","Raw Hide" (album Return To The 36 Chambers: The Dirty Version di Ol' Dirty Bastard)
- 1995 "Got The Flava" (album Goodfellas di Showbiz & AG)
- 1995 "Wu-Gambinos" & "Ice Cream" (album Only Built 4 Cuban Linx... di Raekwon)
- 1995 "Living In The World Today", "Shadowboxin" e "Gold" (album Liquid Swords di GZA)
- 1995 "The Riddler" (da Batman Forever Soundtrack)
- 1996 "Box In Hand" (album Ironman di Ghostface Killah)
- 1996 "Box In Hand (Remix)" (singolo di Ghostface Killah)
- 1996 "Got My Mind Made Up" (album All Eyez On Me di Tupac Shakur)
- 1996 "Do What Ya Feel" (album Muddy Waters di Redman)
- 1996 "Extortion" (album Hell On Earth di Mobb Deep)
- 1996 "Hit 'Em High" (da Space Jam soundtrack)
- 1997 Wu-Tang Forever (album del Wu-Tang Clan)
- 1997 "Milk The Cow", "Supa Ninjaz" & "Dart Throwing" (album The Pillage di Cappadonna)
- 1997 "Next Up" & "Collaboration 98" (album The Last Shall Be First di Sunz Of Man)
- 1997 "4,3,2,1" (album Phenonemon di LL Cool J)
- 1998 "Well All Rite Cha" (album Doc's da Name 2000 di Redman)
- 1998 "Bulworth (They Talk About It While We Live It)" (da Bulworth soundtrack)
- 1998 "Pussy Pop" (album 40 Dayz & 40 Nightz di Xzibit)
- 1998 "Whatcha Gonna Do" (album Whatcha Gonna Do di Jayo Felony)
- 1998 "The Worst" (album Shut 'Em Down degli Onyx )
- 1999 "Rumble" (album The Golden Arms Redemption di U-God)
- 1999 "Am I My Brother's Keeper" (album Manchild di Shyheim )
- 1999 "Fuck Them" (album Immobilarity di Raekwon)
- 1999 "Left & Right" (album Voodoo di D'Angelo)
- 1999 "Stringplay" (album Beneath The Surface di GZA)
- 1999 "N 2 Gether Now" (album Significant Other dei Limp Bizkit)
- 1999 "Half Man Half Amazin" (album Soul Survivor di Pete Rock)
- 1999 "Three Amigos (If It's On)" (album Visions Of The Tenth Chamber di the Popa Wu)
- 1999 "NYC Everything" (album Bobby Digital In Stereo di RZA)
- 1999 "Simon Says (Remix)" (album Internal Affairs di Pharoahe Monch)
- 2000 "Buck 50" (album Supreme Clientele di Ghostface Killah)
- 2000 "Fuhgidabowdit" (album G.O.A.T. di LL Cool J)
- 2000 "Rollin' (Urban Assault Vehicle)" (album Chocolate Starfish and the Hot Dog Flavored Water dei Limp Bizkit)
- 2000 The W (album dei Wu-Tang Clan)
- 2000 "Ghetto Celebrity" (album In The Mode di Roni Size & Reprazent
- 2001 "La Rhumba" & "Glocko Pop" (album Digital Bullet di RZA)
- 2001 "Enjoy Da Ride" (album Malpractice di Redman)
- 2001 "Dog In Heat" (album Miss E...So Addictive di Missy Elliott)
- 2001 "Party & Bullshit" (daRush Hour 2 soundtrack)
- 2001 Iron Flag (album del Wu-Tang Clan)
- 2001 "Red Meth And Bee" (album Stoned Raiders dei Cypress Hill)
- 2002 "Flowers" (album Bulletproof Wallets di Ghostface Killah)
- 2003 "Love @ 1st Sight" (album Love & Life di Mary J. Blige)
- 2003 "Respect Mine" (album Love, Hell Or Right di Mathematics)
- 2003 "We Pop (Remix)" (RZA single)
- 2003 "Bring The Pain" (album This Is Not A Test! di Missy Elliott)
- 2003 "Ice Cream Part 2" (album Lex Diamonds Story di Raekwon)
- 2003 "Noble Art" (album Revoir Un Printemps di IAM)
- 2003 "Rock 'N' Roll" (album Icons di Naughty by Nature)
- 2004 "Secret Rivals" (album No Said Date di Masta Killa)
- 2004 "The Drummer" (album 718 di Theodore Unit)
- 2004 Disciples of the 36 Chambers: Chapter 1 (album del Wu-Tang Clan)
- 2005 "Head Rush", "John 3:16" & "Spot Lite" (album The Problem di Mathematics)
- 2005 "All My Niggas", "Shoot On Sight (S.O.S.)" & "Street Education" (album Street Education di Streetlife)
- 2005 "High Rollers" (album Searching for Jerry Garcia di Proof )
- 2005 "Still On It" (album Collectables di Ashanti)
- 2006 "9 Milli Bros." (album Fishscale di Ghostface Killah)
- 2006 "Things They Say" (featuring Lauryn Hill)